# 睢阳之战 (26年)
睢阳之战，东汉建武二年（26年）四月至建武三年（27年）七月，劉秀平定關東之戰时，虎牙大将军盖延在睢阳（今河南省商丘市东南）击破刘永的战役。
建武元年（25年）十一月，梁王刘永在睢阳称帝，与董宪、张步等联合，威胁光武帝刘秀所居的洛阳。刘秀按照先平关东、后平陇蜀的计划，建武二年（26年）四月，派盖延率军五万，进攻刘永。盖延率领驸马都尉马武、骑都尉刘隆、护军都尉马成、偏将军王霸等分东西两路攻打睢阳。西路攻下襄邑，东路攻占麻乡，包围睢阳的刘永。八月，东汉军乘夜上城，杀入城内。刘永领兵出东城门，盖延派军追击，大破刘永。刘永逃到虞县、谯县。周建、佼彊、苏茂率兵三万援救刘永，被盖延在沛郡击败。刘永、周建、佼彊退守湖陵县，苏茂退守广乐县。盖延于是夺得沛郡、楚国、临淮郡。建武三年（27年），汉光武帝令大司马吴汉在广乐县击败苏茂。周建率军相救，也被击败。周建、苏茂弃城退到湖陵。睢阳城又叛东汉归降刘永。盖延与吳汉联军攻睢阳。围城一百多天，城中粮尽，刘永、周建、苏茂弃城逃到酂城，东汉大军追赶，刘永部将庆番杀死刘永归降东汉。苏茂、周建在选至垂惠聚（今安徽省蒙城县西北）立刘永之子刘纡为梁王。